# Henri Adam (Maler, 1864)

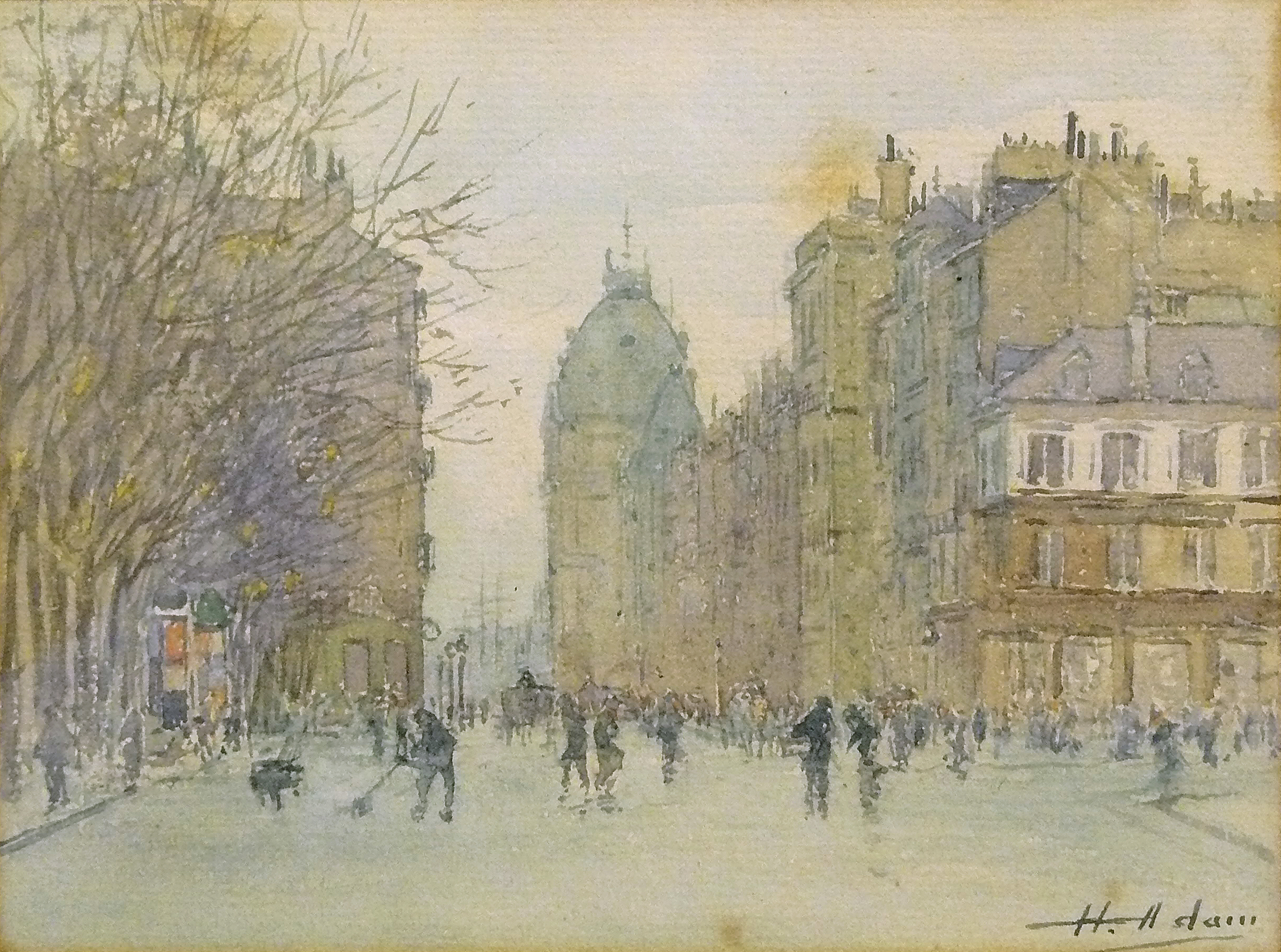
Henri Adam: Vue d'une place publique au Havre; Aquarell (10,6×14,4 cm)

Henri Adam (* 25. August 1864 in Rouen; † 7. September 1917 ebenda) war ein französischer Landschaftsmaler und Aquarellist.

## Leben
Obwohl er im Zuge seiner Ausbildung Kurse an der Ecole des Beaux Arts de Rouen unter der Leitung des Malers Philippe Zacharie besucht hatte, widmete er sich seiner Kunst erst im Alter von 45 Jahren, als seine Pflichten als Lehrer für Zeichnen und Malen am College de Normandie ihm genügend Freizeit ließen, um sich der Kunst, insbesondere der Aquarellmalerei, zu widmen.
Zwar beschäftigte er sich auch vor dieser Zeit selten, aber regelmäßig mit dem Malen von Aquarellen und Erstellen von Kohlezeichnungen, war aber in seinen frühen Berufsjahren als Angestellter in einer Bank und als Trompeter im Orchester des Théâtre des Arts tätig.
Seine Vorliebe für das Aquarell rührt daher, dass es ihm erlaubte, seine unmittelbaren Eindrücke mit geringen Mitteln festzuhalten. Ihm gelang es dabei mit nur leichten Berührungen des Papiers die Atmosphäre des Moments einzufangen. Seine Motive fand er vor allem an den Küsten und in den Landschaften der Bretagne und der Normandie sowie in den Straßen seiner Heimatstadt Rouen.

## Werke (Auswahl)
- Deux vues de Rouen (Musée des Beaux-arts, Rouen)
- La quinzaine aéronautique Le Havre-Trouville (Les Musées d’Art et d’Histoire, Le Havre)